# ارنا بوگن-بوگاتی
ارنا بوگن-بوگاتی (مجاری: Bogen-Bogáti Erna; ۳۱ دسامبر ۱۹۰۶ – ۲۳ نوامبر ۲۰۰۲) شمشیرباز زن اهل مجارستان بود.
وی در مسابقات کشوری و بین‌المللی در مجموع برندهٔ ۱ مدال برنز شده‌است.